# Czech Hockey Games 2023
Czech Hockey Games 2023 se konaly od 4. do 7. května 2023 v Brně. Turnaje se zúčastnily reprezentace Česka, Švýcarska, Finska a Švédska. Pět utkání se odehrálo ve Winning Group Areně, v Brně. Zápas mezi Švédskem a Švýcarskem v hale Scandinavium v Göteborgu.

## Zápasy
| 4. května 2023 18:20 | Finsko | 3 : 2 PP (1:0, 0:0, 1:2 — 1:0) | Česko | Winning Group Arena, Brno Návštěvnost: 5 417 |  |

| Report | |                     |                                                                              |                                                                               |
| Emil Larmi | Emil Larmi | Brankáři            | Karel Vejmelka                                                               | Rozhodčí: Miroslav Štolc Michael Tscherrig Čároví: Daniel Hynek Jiří Ondráček |
| Harri Pesonen (Kasperi Kapanen) 17:58' Mikael Ruohomaa (Waltteri Merelä, Sakari Manninen) 59:37' Harri Pesonen (Olli Määttä) 62:12' | Harri Pesonen (Kasperi Kapanen) 17:58' Mikael Ruohomaa (Waltteri Merelä, Sakari Manninen) 59:37' Harri Pesonen (Olli Määttä) 62:12' | 1:0 1:1 1:2 2:2 3:2 | 48:24' Ronald Knot (Dominik Kubalík) 55:21' Roman Červenka (Dominik Kubalík) | Rozhodčí: Miroslav Štolc Michael Tscherrig Čároví: Daniel Hynek Jiří Ondráček |
| 12 min | 12 min | Tresty              | 8 min                                                                        | Rozhodčí: Miroslav Štolc Michael Tscherrig Čároví: Daniel Hynek Jiří Ondráček |
| 26 | 26 | Střely              | 36                                                                           | Rozhodčí: Miroslav Štolc Michael Tscherrig Čároví: Daniel Hynek Jiří Ondráček |

| 4. května 2023 19:00 | Švédsko | 3 : 0 (1:0, 0:0, 2:0) | Švýcarsko | Scandinavium, Göteborg Návštěvnost: 6 837 |  |

| Report | |             |                        |                                                                                 |
| Lars Johansson | Lars Johansson | Brankáři    | Joren van Pottelberghe | Rozhodčí: Lassi Heikkinen Mikko Kaukokari Čároví: Daniel Persson Emil Yletyinen |
| Lucas Raymond (Rasmus Sandin, Leo Carlsson) 05:23' Lucas Raymond (Leo Carlsson, Jonatan Berggren) 52:56' Alexander Nylander (Jonatan Berggren, do prázdné branky) 58:00' | Lucas Raymond (Rasmus Sandin, Leo Carlsson) 05:23' Lucas Raymond (Leo Carlsson, Jonatan Berggren) 52:56' Alexander Nylander (Jonatan Berggren, do prázdné branky) 58:00' | 1:0 2:0 3:0 |                        | Rozhodčí: Lassi Heikkinen Mikko Kaukokari Čároví: Daniel Persson Emil Yletyinen |
| 6 min | 6 min | Tresty      | 10 min                 | Rozhodčí: Lassi Heikkinen Mikko Kaukokari Čároví: Daniel Persson Emil Yletyinen |
| 22 | 22 | Střely      | 20                     | Rozhodčí: Lassi Heikkinen Mikko Kaukokari Čároví: Daniel Persson Emil Yletyinen |

| 6. května 2023 12:00 | Švýcarsko | 2 : 1 (1:1, 1:0, 0:0) | Finsko | Winning Group Arena, Brno Návštěvnost: 3 468 |  |

| Report                                                                                  |                                                                                         |             |                    |                                                                         |
| Leonardo Genoni                                                                         | Leonardo Genoni                                                                         | Brankáři    | Jussi Olkinuora    | Rozhodčí: Antonín Jeřábek Jiří Ondráček Čároví: Josef Špůr Lukáš Rampír |
| Marco Miranda (Dario Simon) 04:28' Calvin Thürkauf (Romain Loeffel, Gaëtan Haas) 24:49' | Marco Miranda (Dario Simon) 04:28' Calvin Thürkauf (Romain Loeffel, Gaëtan Haas) 24:49' | 1:0 1:1 2:1 | 17:25' Olli Määttä | Rozhodčí: Antonín Jeřábek Jiří Ondráček Čároví: Josef Špůr Lukáš Rampír |
| 8 min                                                                                   | 8 min                                                                                   | Tresty      | 6 min              | Rozhodčí: Antonín Jeřábek Jiří Ondráček Čároví: Josef Špůr Lukáš Rampír |
| 23                                                                                      | 23                                                                                      | Střely      | 14                 | Rozhodčí: Antonín Jeřábek Jiří Ondráček Čároví: Josef Špůr Lukáš Rampír |

| 6. května 2023 16:00 | Česko | 4 : 3 (0:1, 3:0, 1:2) | Švédsko | Winning Group Arena, Brno Návštěvnost: 5 278 |  |

| Report | |                             | |                                                                             |
| Šimon Hrubec | Šimon Hrubec | Brankáři                    | Marcus Högberg | Rozhodčí: Miroslav Štolc Michael Tscherrig Čároví: Vít Lederer Petr Šimánek |
| Daniel Voženílek (Ondřej Beránek, Jiří Černoch) 33:20' Michael Špaček (Dominik Kubalík, Ronald Knot) 37:25' Jiří Černoch (Daniel Voženílek, Ondřej Beránek) 39:03' Ondřej Beránek (Daniel Voženílek) 45:45' | Daniel Voženílek (Ondřej Beránek, Jiří Černoch) 33:20' Michael Špaček (Dominik Kubalík, Ronald Knot) 37:25' Jiří Černoch (Daniel Voženílek, Ondřej Beránek) 39:03' Ondřej Beránek (Daniel Voženílek) 45:45' | 0:1 1:1 2:1 3:1 4:1 4:2 4:3 | 05:05' Oscar Lindberg 48:52' Alexander Nylander (Lucas Raymond, Rasmus Sandin) 57:40' Lucas Raymond (Rasmus Sandin) | Rozhodčí: Miroslav Štolc Michael Tscherrig Čároví: Vít Lederer Petr Šimánek |
| 14 min | 14 min | Tresty                      | 10 min | Rozhodčí: Miroslav Štolc Michael Tscherrig Čároví: Vít Lederer Petr Šimánek |
| 26 | 26 | Střely                      | 28 | Rozhodčí: Miroslav Štolc Michael Tscherrig Čároví: Vít Lederer Petr Šimánek |

| 7. května 2023 12:00 | Švédsko | 4 : 3 PP (1:0, 1:2, 1:1 — 1:0) | Finsko | Winning Group Arena, Brno Návštěvnost: 3 152 |  |

| Report | |                             | |                                                                   |
| Jesper Wallstedt | Jesper Wallstedt | Brankáři                    | Christian Hejlanko | Rozhodčí: Robin Šír Daniel Pražák Čároví: Vít Lederer Michal Zíka |
| Andre Petersson (Pär Lindholm) 12:13' Henrik Tömmernes (Lucas Raymond, Oscar Lindberg) 36:19' Fabian Zetterlund (Oscar Lindberg, Lucas Raymond) 56:08' Pär Lindholm (Andre Petersson) 61:28' | Andre Petersson (Pär Lindholm) 12:13' Henrik Tömmernes (Lucas Raymond, Oscar Lindberg) 36:19' Fabian Zetterlund (Oscar Lindberg, Lucas Raymond) 56:08' Pär Lindholm (Andre Petersson) 61:28' | 1:0 1:1 2:1 2:2 2:3 3:3 4:3 | 26:25' Teemu Hartikainen (Sakari Manninen, Mikko Lehtonen) 39:35' Antti Suomela (Waltteri Merelä) 42:35' Ahti Oksanen (Marko Anttila) | Rozhodčí: Robin Šír Daniel Pražák Čároví: Vít Lederer Michal Zíka |
| 6 min | 6 min | Tresty                      | 10 min | Rozhodčí: Robin Šír Daniel Pražák Čároví: Vít Lederer Michal Zíka |
| 34 | 34 | Střely                      | 25 | Rozhodčí: Robin Šír Daniel Pražák Čároví: Vít Lederer Michal Zíka |

| 7. května 2023 16:00 | Česko | 2 : 3 (1:1, 0:1, 1:1) | Švýcarsko | Winning Group Arena, Brno Návštěvnost: 4 787 |  |

| Report                                                                                 |                                                                                        |                     | |                                                                                    |
| Karel Vejmelka                                                                         | Karel Vejmelka                                                                         | Brankáři            | Robert Mayer | Rozhodčí: Daniel Eriksson Andreas Harnebring Čároví: Miroslav Lhotský Jiří Svoboda |
| Michal Kempný (Jiří Smejkal, Filip Chlapík) 00:29' Jiří Smejkal (Filip Chlapík) 40:12' | Michal Kempný (Jiří Smejkal, Filip Chlapík) 00:29' Jiří Smejkal (Filip Chlapík) 40:12' | 1:0 1:1 1:2 2:2 2:3 | 06:29' Gaëtan Haas (Romain Loeffel) 32:56' Romain Loeffel (Enzo Corvi, Gaëtan Haas) 45:59' Marco Miranda (Michael Fora, Tim Berni) | Rozhodčí: Daniel Eriksson Andreas Harnebring Čároví: Miroslav Lhotský Jiří Svoboda |
| 27 min                                                                                 | 27 min                                                                                 | Tresty              | 10 min | Rozhodčí: Daniel Eriksson Andreas Harnebring Čároví: Miroslav Lhotský Jiří Svoboda |
| 21                                                                                     | 21                                                                                     | Střely              | 28 | Rozhodčí: Daniel Eriksson Andreas Harnebring Čároví: Miroslav Lhotský Jiří Svoboda |

## Tabulka
| Poř. | Tým       | Z | V | VP | PP | P | VG | OG | B |
| ---- | --------- | - | - | -- | -- | - | -- | -- | - |
| 1.   | Švýcarsko | 3 | 2 | 0  | 0  | 1 | 5  | 6  | 6 |
| 2.   | Švédsko   | 3 | 1 | 1  | 0  | 1 | 10 | 7  | 5 |
| 3.   | Česko     | 3 | 1 | 0  | 1  | 1 | 8  | 9  | 4 |
| 4.   | Finsko    | 3 | 0 | 1  | 1  | 1 | 7  | 8  | 3 |